# Шугеу
Шугеу (рум. Șugău) — село у повіті Марамуреш в Румунії. Адміністративно підпорядковане місту Сигіт.
Село розташоване на відстані 418 км на північний захід від Бухареста, 34 км на північний схід від Бая-Маре, 125 км на північ від Клуж-Напоки.

## Населення
За даними перепису населення 2002 року у селі проживали 795 осіб. Рідною мовою 794 особи (99,9%) назвали румунську.
Національний склад населення села:
| Національність | Кількість осіб | Відсоток |
| -------------- | -------------- | -------- |
| румуни         | 760            | 95,6%    |
| цигани         | 33             | 4,2%     |